# Nová Víska (Stružná)
Nová Víska (německy Neudörfl) je malá vesnice, část obce Stružná v okrese Karlovy Vary v Karlovarském kraji. Nachází se asi 1,5 kilometru jihozápadně od Stružné. Nová Víska leží v katastrálním území Horní Tašovice o výměře 5,2 km².

## Historie
První písemná zmínka o vesnici pochází z roku 1654.

## Obyvatelstvo
Při sčítání lidu v roce 1921 zde žilo 66 obyvatel (z toho třicet mužů) německé národnosti a římskokatolického vyznání. Podle sčítání lidu z roku 1930 měla vesnice 65 obyvatel s nezměněnou národností a náboženskou strukturou.
|                                                                  | 1869 | 1880 | 1890 | 1900 | 1910 | 1921 | 1930 | 1950 | 1961 | 1970 | 1980 | 1991 | 2001 | 2011 | 2021 |
| ---------------------------------------------------------------- | ---- | ---- | ---- | ---- | ---- | ---- | ---- | ---- | ---- | ---- | ---- | ---- | ---- | ---- | ---- |
| Obyvatelé                                                        | 87   | 77   | 77   | 96   | 81   | 66   | 65   | 26   | 28   | 27   | 18   | 8    | 14   | 28   | 29   |
| Domy                                                             | 14   | 14   | 14   | 14   | 14   | 14   | 14   | 11   | —    | 8    | 5    | 11   | 11   | 14   | 14   |
| Počet domů z roku 1961 je zahrnut v domech místní části Stružná. |      |      |      |      |      |      |      |      |      |      |      |      |      |      |      |

## Obecní správa
Při sčítání lidu v letech 1869–1950 Nová Víska byla osadou obce Horní Tašovice, se kterým patřila nejprve do okresu Žlutice, ale v roce 1950 v okrese Karlovy Vary-okolí. Od roku 1960 je částí obce Stružná v okrese Karlovy Vary.

## Galerie

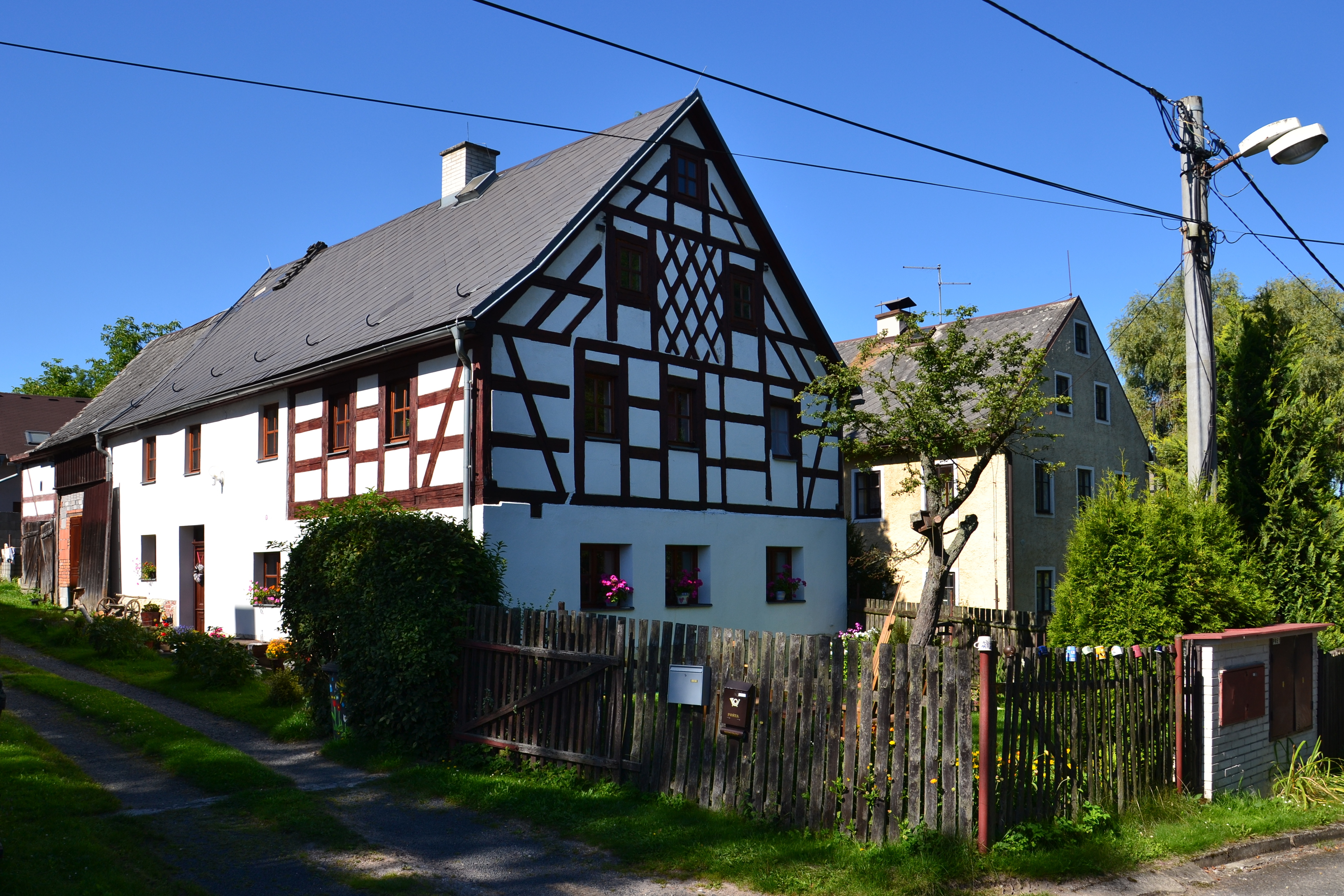
Hrázděná usedlost čp. 5
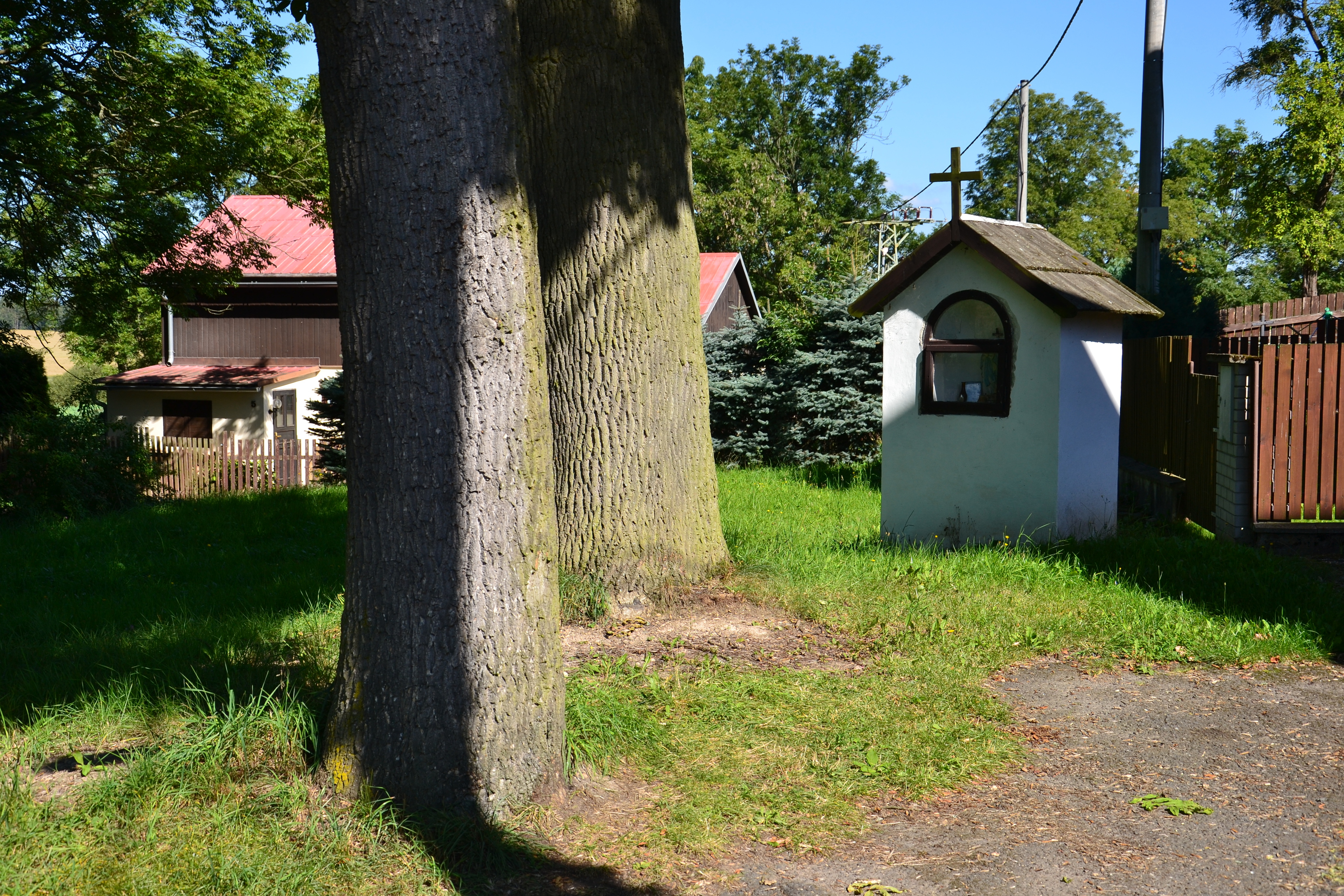
Kaplička